# Lee Richmond
John Lee Richmond (5 mai 1857 à Sheffield, Ohio - 1er octobre 1929 à Toledo, Ohio) est un joueur américain de baseball ayant joué dans les Ligues majeures durant six saisons de 1879 à 1886. Le lanceur gaucher, qui joua aussi comme voltigeur, a réussi le premier match parfait de l'histoire du baseball le 12 juin 1880.

## Carrière

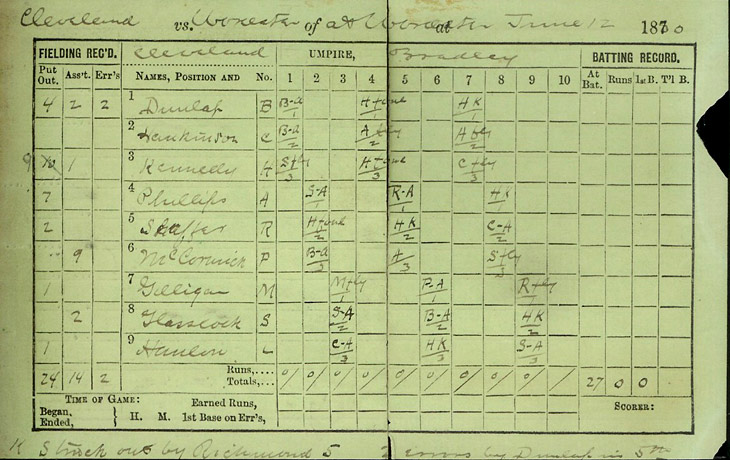
Feuille de pointage du match parfait de Lee Richmond.

Lee Richmond entre en Ligue majeure le 27 septembre 1879 avec les Red Stockings de Boston, pour qui il ne joue qu'un match. L'année suivante, il se retrouve chez les Worcesters de Worcester, un club pour lequel il évolue trois ans. Le 12 juin 1880, Richmond lance le premier match parfait de l'histoire du baseball, un exploit qui plus d'un siècle plus tard demeure peu commun. La partie a lieu au Worcester Agricultural Fairgrounds de Worcester au Massachusetts et l'équipe de Richmond l'emporte 1-0 sur les Blues de Cleveland.
En 1880, Richmond joue un sommet cette saison-là de 74 parties et mène le baseball majeur avec 3 sauvetages comme lanceur de relève, un rôle dans lequel il est employé par Worcester à 8 reprises. Il amorce 66 parties et remporte 32 victoires contre 32 défaites, avec une moyenne de points mérités de 2,15 et 243 retraits sur des prises en 590 manches et deux tiers lancées. Il réussit 57 matchs complets, dont 5 blanchissages. En 1881, il compte 25 victoires contre 26 défaites en 53 matchs, dont 52 départs, avec 50 parties complètes, 3 blanchissages et une moyenne de 3,39. En 1882, il est le lanceur qui perd le plus de matchs (33) dans le baseball et il ne remporte que 14 parties en 48 matchs, dont 46 départs. Sa moyenne s'élève à 3,74 et il complète 44 rencontres.
Richmond évolue brièvement pour les Grays de Providence en 1883 puis les Red Stockings de Cincinnati en 1886, jouant le dernier match de sa carrière le 4 octobre de cette année-là. En 191 parties lancées dans les majeures, dont 179 départs, il compte 75 victoires pour 100 défaites, avec 161 matchs complets, 8 blanchissages, 3 sauvetages, 552 retraits sur des prises et une moyenne de points mérités de 3,06. Aussi joueur de champ extérieur, Richmond affiche une moyenne au bâton en carrière de ,257 avec 262 coups sûrs, 3 coups de circuit, 113 points produits et 169 points marqués en 1018 présences officielles au bâton.
Après sa carrière de joueur, John Lee Richmond devient médecin. 
Une plaque commémorant le match parfait de Lee Richmond se trouve sur le campus Worcester du collège Becker, dans le Massachusetts.